# Everlasting
Everlasting – dziewiętnasty japoński i czwarty koreański singlel BoA.

## Lista utworów

### Wersja japońska
1. "Everlasting"
2. "soundscape"
3. "Everlasting" (wersja klasyczna)
4. "Everlasting" (TV MIX)
5. "soundscape" (TV MIX)

### Wersja koreańska
1. "Everlasting" (05:25)
2. "People say..." (04:23)
3. "Everlasting" (wersja klasyczna) (05:28)
4. "Everlasting" (wersja instrumentalna) (05:24)
5. "People say" (wersja instrumentalna) (04:21)